# Limnophora rossi
Limnophora rossi är en tvåvingeart som beskrevs av Zielke 1974. Limnophora rossi ingår i släktet Limnophora och familjen husflugor.
Artens utbredningsområde är Madagaskar. Inga underarter finns listade i Catalogue of Life.